# Gronda di Genova

Le quattro autostrade (A7, A10, A12, A26) che originano dal nodo autostradale di Genova. La Gronda dovrebbe servire per snellire il traffico.

La Gronda di Genova è un'opera infrastrutturale in progetto relativa alla costruzione di una nuova autostrada a nord del capoluogo ligure. Ne sono state proposte numerose varianti di tracciato.

## Il primo progetto: la bretella Voltri-Rivarolo
Un progetto per collegare l'allora costruendo porto di Voltri alla zona di Rivarolo mediante una "bretella autostradale" riservata al traffico pesante risale agli anni 1980, per il cui finanziamento, con legge 526 del 1986, fu stanziato un importo di lire 665 955 969 277; ma il progetto fu contestato dagli abitanti delle zone attraversate dal raccordo (in particolare in val Torbella, a Rivarolo) e dalle associazioni ambientaliste, che ricorsero al TAR della Liguria: con sentenza del 19 febbraio 1990, il Tribunale Amministrativo si pronunciò contro la realizzazione dell'opera.
Nonostante il Consiglio di Stato, cui si era appellata la Società Autostrade, il 17 dicembre 1991 avesse annullato la decisione del TAR ligure, comunque nel frattempo gli enti locali avevano già dal 1988 iniziato a studiare percorsi alternativi più a monte di quello originario e con una maggiore percorrenza in galleria. Tuttavia nel 1993 il progetto per la costruzione di una bretella Voltri-Rivarolo venne definitivamente accantonato, destinando ad altre opere i relativi stanziamenti.
Si tornerà a parlare di una "gronda di Ponente" nel 2001.

## I progetti della gronda
Dagli anni '80 è in progetto il potenziamento del nodo autostradale genovese, che verte sulla realizzazione di tre opere principali:
- una gronda di Ponente, che passando all'interno dell'entroterra permetta di collegare direttamente l'autostrada A26, prima del suo collegamento con l'A10, all'autostrada A7, eventualmente con una sola connessione con l'A10 in prossimità del casello di Genova Aeroporto;
- un raddoppio dell'autostrada A7 (a seconda dei progetti nel tratto fino a Ronco Scrivia o per un percorso minore);
- una  gronda di Levante che, passando nell'entroterra del Tigullio, colleghi Chiavari con l'A7, permettendo l'apertura di nuovi caselli autostradali che servano direttamente i comuni della Val Fontanabuona.

La realizzazione del progetto tuttavia è ancora in fase di forte incertezza, sia per difficoltà legate all'orografia del territorio, sia per l'opposizione dei residenti e dei proprietari di attività lavorative nelle aree che sarebbero sottoposte ai lavori e quindi al probabile esproprio e demolizione di manufatti.
Uno dei problemi sorti in fase di progetto è stato costituito dal dibattito intorno al destino del viadotto Polcevera dell'Autostrada A10 che attraversava l'omonimo torrente, realizzato nel 1967 da Riccardo Morandi, che nei decenni precedenti ha necessitato di vari interventi di manutenzione straordinaria fino poi al crollo avvenuto il 14 agosto 2018: secondo alcune versioni del progetto di potenziamento, gli elevati costi di manutenzione di tale viadotto, uniti alla sopravvenuta insufficienza delle due sole corsie per direzione di marcia, inadeguate a reggere l'aumentato traffico del tratto autostradale, ne avrebbero reso più conveniente la demolizione, per poi ricostruirne un altro (o due) più a nord, anche se con un conseguente aumento dei costi nella realizzazione della gronda di Ponente.

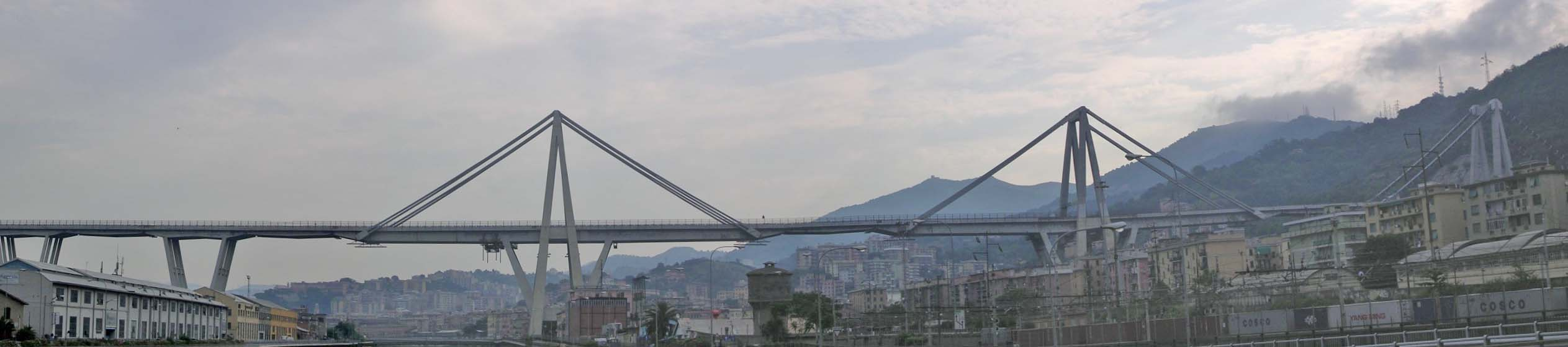
Il viadotto Polcevera visto dal ponte di Cornigliano prima del crollo del 14 agosto 2018

## Gronda di Ponente
La Gronda di Ponente si snoderebbe tra Genova Vesima e l'innesto con la A7 (direzione Milano) e l'A12 (verso Livorno), il progetto prevede quattro alternative con un costo dai 4 ai 6 miliardi di euro e un tempo di realizzazione previsto di circa 7 anni.

### Itinerario 1: la "Gronda bassa"
La "Gronda bassa" (Pra'-Genova Ovest) è il primo progetto proposto da Società Autostrade e ha trovato favorevoli ANAS e Regione Liguria, il progetto prevede che la lunghezza sia di 17,3 km di cui 6 km in galleria e 1,4 di viadotto (1,06 km sarebbero stati di affiancamento al viadotto Polcevera). Il costo dell'opera è di 1700 milioni di euro e un periodo di realizzazione di 7 anni e 11 mesi.

### Itinerario 2: la "Gronda alta"
La "Gronda alta" (Pra'-Cornigliano-Mignanego), proposta dal Comune di Genova e dalla Provincia di Genova, non ha ancora trovato soggetti favorevoli all'opera che dovrebbe essere lunga 28 km di cui 20 km in galleria e 2,5 km in viadotto. Il progetto prevede un costo oscillante dai 2.200 ai 2.500 milioni di euro e un periodo di realizzazione di 8 anni. Il comune di Sant'Olcese ha votato all'unanimità in consiglio comunale un ordine del giorno di due consiglieri contro la "Gronda alta" che riguardava la frazione Manesseno di Sant'Olcese.

### Itinerari 3 e 3b: la "Gronda ampia"
La "Gronda ampia" è prevista in due modi, il primo (Pra'-Aeroporto-Trasta-Campomorone-Mignanego - innesto sull'A7) prevede una bretella di collegamento con l'A7, mentre il secondo (Voltri-Aeroporto-Trasta-Campomorone-Mignanego) non prevede alcun allacciamento; entrambi hanno la stessa lunghezza (19,4 km, di cui 15,5 in galleria e 1,1 in viadotto).
Il progetto è stato proposto dal Comune di Genova e dalla Provincia di Genova e ha trovato favorevole la Regione Liguria; la prima variante prevede un tempo di esecuzione di 7 anni e 7 mesi, mentre la seconda un tempo di esecuzione di 7 anni e 10 mesi. Il costo è di 2.930 milioni di euro.

### Itinerario 4: la "Gronda bassa" con tunnel
Il quarto progetto, proposto dall'ANAS, ha trovato favorevole la Regione Liguria e prevede la costruzione di un tunnel sotto il Polcevera con un costo complessivo di 2.150 milioni di euro (di cui 450 milioni di euro per il tunnel).

### Tabella percorso in comune
| GRONDA DI PONENTE |                                                                |           |
| Tipo              | Indicazione                                                    | Provincia |
|                   | Genova – Ventimiglia                                           | GE        |
|                   | Genova Vesima                                                  | GE        |
|                   | Genova – Ventimiglia Gravellona Toce Interconessione di Voltri | GE        |
|                   | Genova – Milano                                                | GE        |
|                   | Nodo San Benigno Traghetti                                     | GE        |
|                   | Genova – Livorno                                               | GE        |

### Dibattito pubblico sulla "Gronda di Genova"
Al fine di informare maggiormente i cittadini sulle varie alternative proposte e di ricevere osservazioni, nel corso del 2008 è stata istituita una Commissione per il dibattito pubblico sulla Gronda di Genova, che ha aperto i suoi lavori ufficialmente il 6 febbraio 2009.
Lo stile del dibattito è stato pensato per richiamarsi a quanto svolto per opere simili in Francia, dibattito pubblico, dal francese debat public.
Il coordinamento dei comitati che si è formato per partecipare ai dibattiti, proporre varianti e ascoltare gli esperti, contesta all'impostazione degl'incontri il vizio di forma di non prevedere, alla luce delle analisi svolte e dei dati sul traffico e i trasporti in corso di fornitura, l'"opzione zero", intendendo con essa la non realizzazione del progetto stesso.

## Gronda di Levante

### Itinerario 1
La proposta, arrivata dalla società genovese Infrastrutture Lavoro Italia nel dicembre 2002, era stata approvata dalla Regione Liguria e dai sindaci della val Fontanabuona.
Il tracciato sarebbe stato lungo 32 chilometri per l'80% in galleria, la partenza dalla zona di Rio Campodonico nel comune di Chiavari, per raggiungere Calvari di San Colombano Certenoli (primo casello), Ferrada di Moconesi (secondo casello) e la località La Presa di Bargagli in Valbisagno (terzo casello).
Non era stato deciso se dopo La Presa il tracciato andrà verso la costa o verso Sant'Olcese - Mignanego.

#### Tabella percorso itinerario 1 (via interna)
| GRONDA DI LEVANTE |                                                                           |           |
| Tipo              | Indicazione                                                               | Provincia |
|                   | Genova – Milano Strada statale 35 dei Giovi Interconessione di Mignanego  | GE        |
|                   | Mignanego                                                                 | GE        |
|                   | Sant'Olcese                                                               | GE        |
|                   | Bargagli                                                                  | GE        |
|                   | Moconesi                                                                  | GE        |
|                   | San Colombano Certenoli                                                   | GE        |
|                   | Genova – Livorno Strada statale 1 Via Aurelia Interconessione di Chiavari | GE        |

### Itinerario 2
Proposta nel 1997 da Marcellino Gavio, prevedeva che lasci l'A7 a Serravalle Scrivia (AL) e raggiunga direttamente Sestri Levante evitando la val Fontanabuona e il Tigullio. Non sembra essere stata poi ripresa.

## Analisi Costi-Benefici e finanziamenti
Il costo complessivo era stimato nel 2008 a circa 3 miliardi di euro, di cui 1,8 miliardi di euro finanziati da Autostrade per l'Italia, mentre il resto ottenuto aumentando di 2,7% le tariffe dei pedaggi delle esistenti autostrade.
Il 21 agosto 2019 è stata pubblicata l'analisi costi-benefici dell'opera da parte del Ministero delle infrastrutture: essa ha riguardato non solo il progetto originario (che prevederebbe un costo aggiornato complessivo di 4,7 miliardi di euro e 120 mesi di realizzazione), ma anche alcune soluzioni alternative meno costose finalizzate al potenziamento del nodo stradale di Genova, che tengono conto della realizzazione del cosiddetto "nuovo Morandi" più ampio del precedente.